# Erigorgus bilineatus
Erigorgus bilineatus är en stekelart som beskrevs av Dasch 1984. Erigorgus bilineatus ingår i släktet Erigorgus och familjen brokparasitsteklar. Inga underarter finns listade i Catalogue of Life.